# „Crucea Răboajelor” din Mizil
„Crucea Răboajelor” este un monument istoric aflat pe teritoriul orașului Mizil, județul Prahova